# پرستوی دمگاه‌حنایی شرقی
پرستوی دمگاه‌حنایی شرقی یا پرستوی دمگاه‌حنایی آسیایی (نام علمی: Hirundo daurica) نام یک گونه از سرده پرستوهای حنایی است.

## نگارخانه

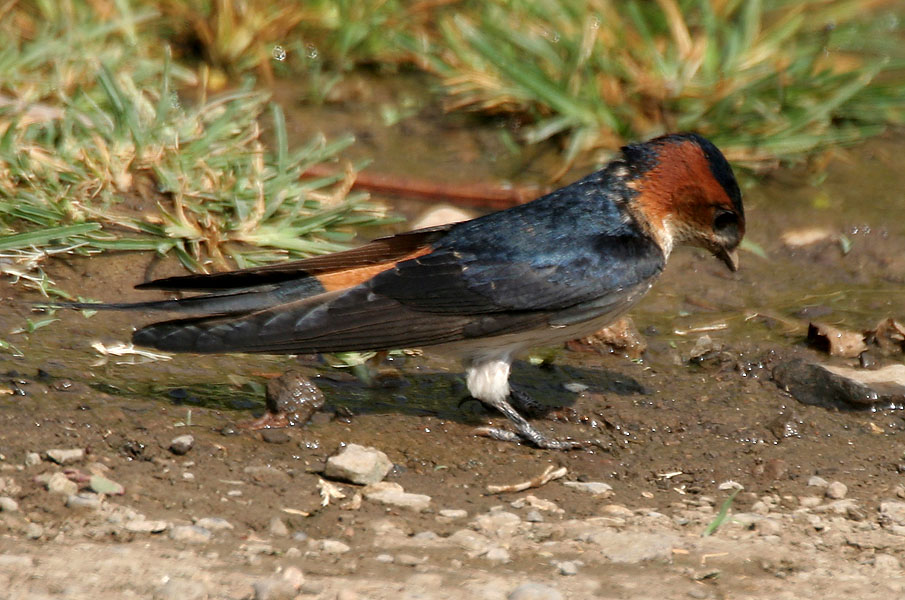
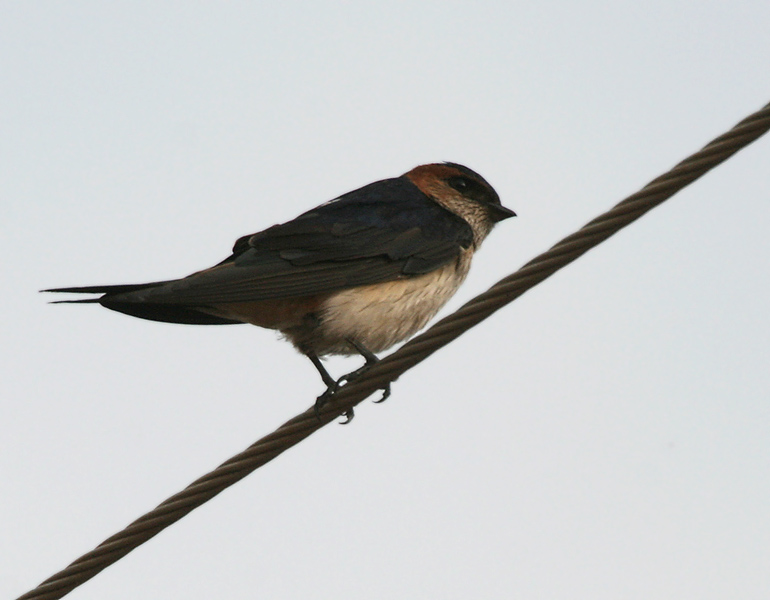
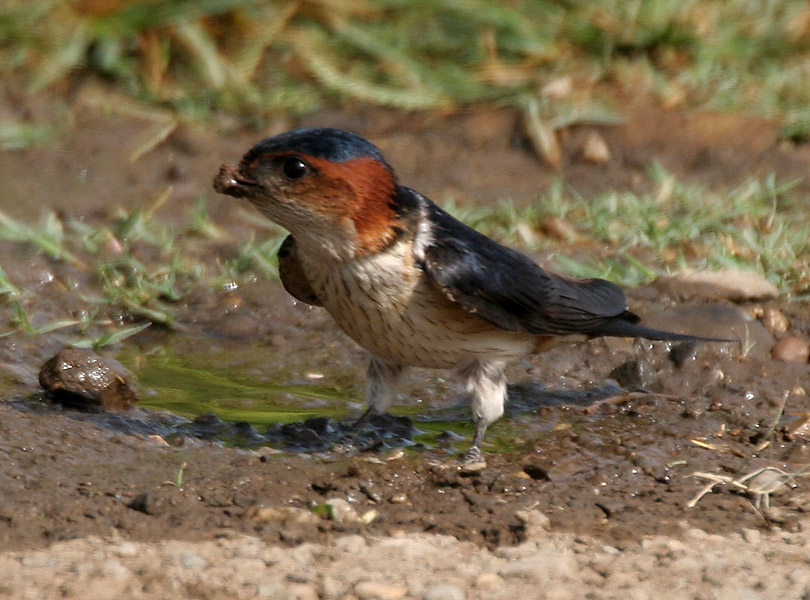
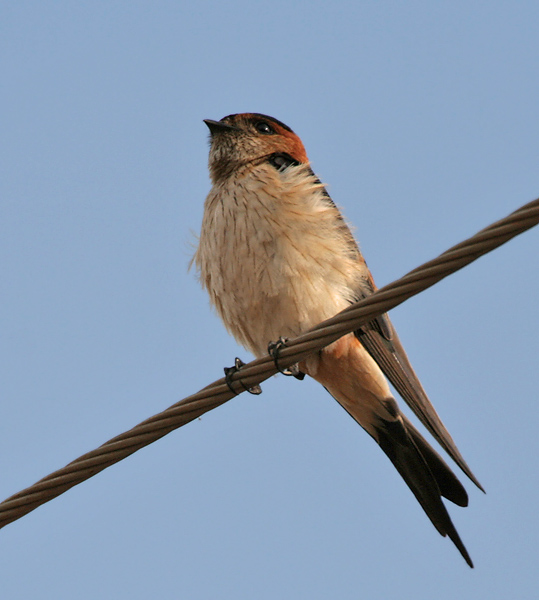
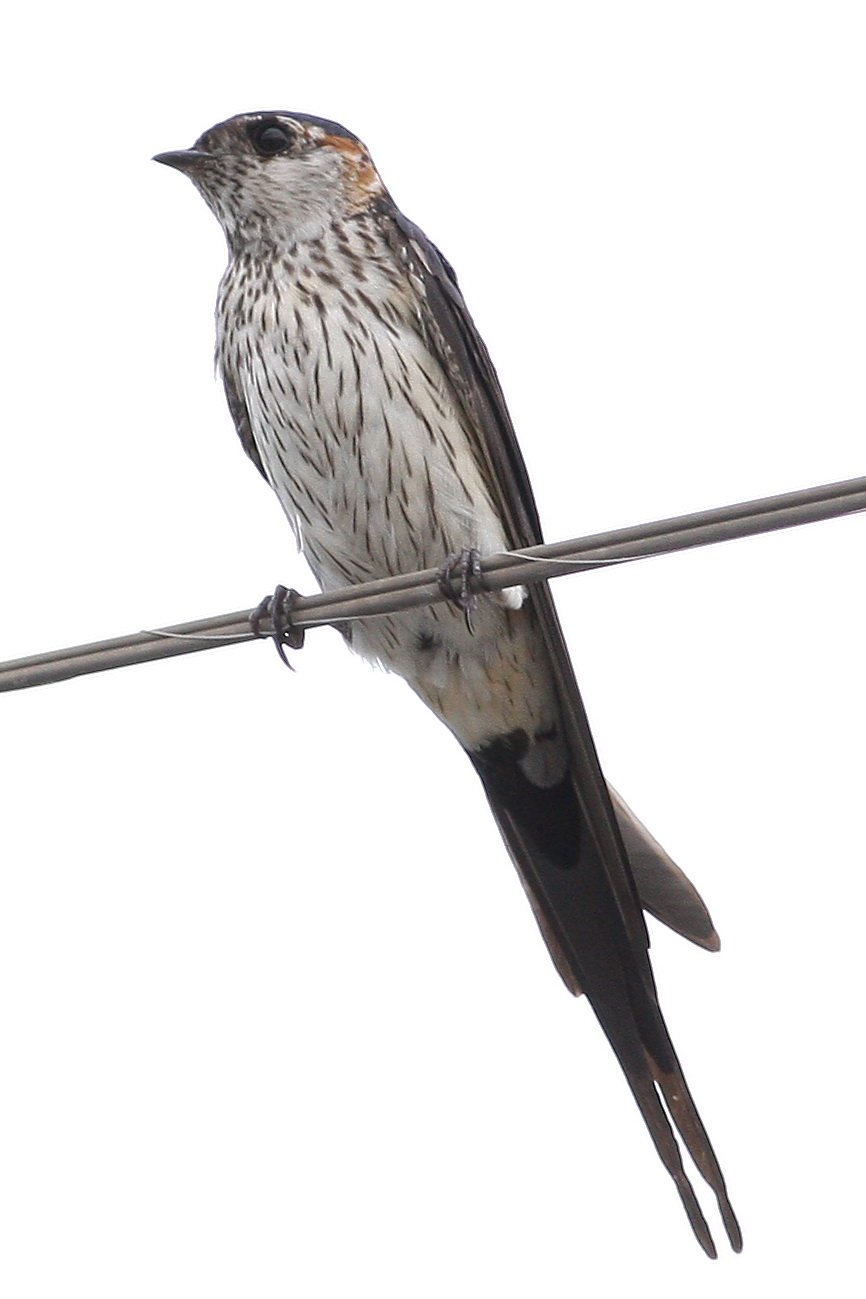